# Cicurina vibora
Cicurina vibora là một loài nhện trong họ Dictynidae.
Loài này thuộc chi Cicurina. Cicurina vibora được Willis J. Gertsch miêu tả năm 1992.